# Анисимов, Сергей Николаевич
Сергей Николаевич Анисимов (род. 14 октября 1932) — тракторист, заслуженный механизатор Карельской АССР (1970), Почётный гражданин Республики Карелия (2000).

## Биография
Родился в крестьянской семье.
После окончания школы механизаторов трудовую деятельность начал в колхозе им. 8 Марта в родной деревне.
Работал на Петрозаводском домостроительном комбинате, помощником машиниста Шуйско-Виданского леспромхоза.
С 1962 года — тракторист в совхозе им. В. М. Зайцева.
За достижение высоких результатов в освоении новой техники и технологии выращивания овощей и картофеля неоднократно награждался государственными наградами СССР.